# Věra Špinarová
Věra Špinarová (22. prosince 1951 Pohořelice – 26. března 2017 Praha) byla česká zpěvačka.

## Život
Narodila se v Pohořelicích, v sedmi letech se s rodiči přestěhovala do Ostravy. Vyučila se chemičkou, tou se ovšem nikdy nestala. Už v šesti letech začala hrát na housle, později s kamarády na kytaru. Pěveckou kariéru zahájila v 15 letech, kdy nahrála svou první píseň Já před tebou klečím. Zpívala s kapelami Flamingo (od roku 1967, do roku 1969), poté přešla ke skupině Majestic, který v roce 1971, po převzetí Ivem Pavlíkem, změnil název na Orchestr Ivo Pavlíka (1969–1983), a poté začala spolupracovat se skupinou Speciál, který založil její kytarista z bývalé skupiny, Adonis Civopulos. Do roku 1989 aktivně vystupovala, avšak potom se stáhla do ústraní a teprve po spojení s podnikatelem Václavem Fischerem nastal očekávaný comeback. V posledních letech spolupracovala s méně známými skupinami, jako Nota Bene, Pirillo, Petarda, Royal Beat a dalšími. V roce 2010 se vydala na koncertní turné s názvem „Nadoraz 2010“ a doprovázela ji skupina jejího syna Adam Pavlík Band.

## Ocenění
Za svou kariéru získala mnohá ocenění, jako například Zlatý štít z roku 1973 jako nejprodávanější zpěvačka. Roku 1976 se umístila na bronzové příčce na Bratislavské lyře a to s písní „Lúčenie“, zpívanou slovensky a vydanou společností Opus.
Ocenění se dočkala i po smrti. Ve středu 10. května 2017 udělilo město Ostrava Špinarové in memoriam čestné občanství. Z rukou primátora Tomáše Macury ho převzal syn Adam Pavlík. Prezident Miloš Zeman také uvažoval o udělení státního vyznamenání Věře Špinarové in memoriam při příležitosti oslav Dne vzniku samostatného Československa 28. října, ale syn zpěvačky odmítl ocenění převzít. Učinil tak po konzultaci s rodinou a s těmi, kteří zpěvačku „znali jako přítelkyni, kamarádku, znali ji velmi dobře profesně a taky důvěrně“.

## Největší hity
Během své kariéry vydala celkem 13 profilových desek, z nichž první z nich, Andromeda, vyšlo již v roce 1972 ve vydavatelství Panton. Ostatní LP už vycházela v produkci Supraphonu. Asi největší úspěch mělo album Meteor lásky, které vyšlo v roce 1982 a kde měla i jeden z největších hitů Meteor lásky. Dále vydala několik výběrových CD. V roce 2017 po její smrti byl vydán CD box všech alb společně se singlovými bonusy.
Krom toho byla interpretkou celé řady úspěšných písní: např. Bílá Jawa 250, Ty jsi můj song (s touto písničkou soutěžila na festivalu Děčínská kotva (1981), Valentino, Raketou na Mars, A já tě závidím, Andromeda, Fernando, Být sluncem na tvých víčkách nebo Kouzlo bílejch čar. Největší hit Jednoho dne se vrátíš nazpívala v roce 1978 na hudbu Ennia Morriconeho z filmového westernu Tenkrát na Západě. Místo nahrání: Čs. rozhlas Ostrava (15.6. 1978). Na desce poprvé vyšla u Supraphonu 11. 1. 1979.
Disponovala nezaměnitelným altem, proto jí fanoušci přezdívali česká Janis Joplin či Tina Turner.

## Osobní život

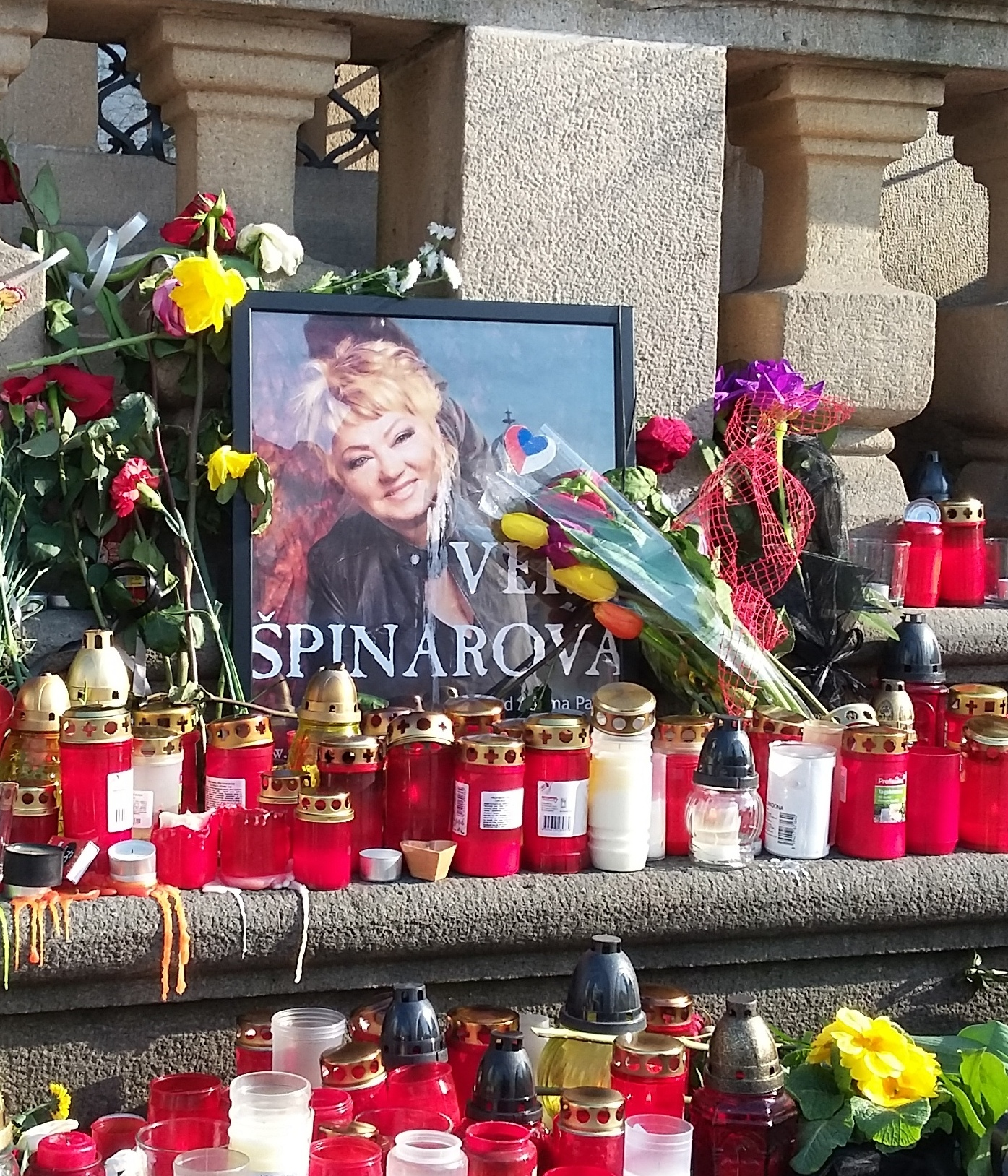
Vzpomínka na Věru Špinarovou, Masarykovo náměstí v Ostravě,
březen 2017

Jejím prvním manželem se v roce 1972 stal kapelník jejího doprovodného orchestru Ivo Pavlík, se kterým má jediného syna Adama (narozen 14. 12. 1974). V roce 1984 se manželství rozpadlo a Věra Špinarová si po krátké známosti v roce 1984 vzala bubeníka a zpěváka skupiny Maximum Petra Hanniga Vítězslava Vávru, se kterým se rozvedla v roce 1999.
Na Vánoce 1980 poznamenala její život tragická rodinná událost, kdy mladší bratr Luboš zemřel na následky dosud nevyjasněného fyzického napadení v Praze.
Dne 22. března 2017 u ní během koncertu v Čáslavi nastala zástava srdce a po úspěšné resuscitaci byla letecky transportována do nemocnice. Věra Špinarová zemřela v neděli 26. března 2017 v motolské nemocnici v Praze.

## Poslední rozloučení
Dne 1. dubna 2017 se v Ostravě konalo poslední rozloučení. Smuteční síň krematoria ve Slezské Ostravě byla díky velké návštěvnosti zpřístupněna od 9 do 13 hodin (o hodinu déle, než bylo zamýšleno), poté proběhlo poslední rozloučení pouze v kruhu rodiny a přátel. Dle odhadu městské policie se s Věrou Špinarovou rozloučilo více než 40 000 lidí. Při privátním rozloučení na Věru Špinarovou zavzpomínali zpěváci Marie Rottrová a Petr Bende. Mezi truchlícími nechyběl ani Lešek Semelka, Heidi Janků a Jaroslav Wykrent.
Radní Moravské Ostravy v lednu 2018 oznámili, že zpěvačka bude mít ve městě sochu v životní velikosti. Sochu, která se nachází v Husově sadu, vytvořil sochař David Moješčík.

## Diskografie
- 1972: Andromeda – Panton
- 1976: Životopis – Supraphon
- 1979: Věra Špinarová 3 – Supraphon
- 1979: Hard Rockin' Heart – Supraphon&Artia
- 1982: Meteor lásky – Supraphon
- 1984: Stíny výsluní – Supraphon
- 1985: Věra Špinarová & Speciál '85 – Supraphon
- 1986: Věra Špinarová 7 – Supraphon
- 1989: Jednoho dne se vrátíš – Supraphon (výběr)
- 1993: … a pořád tě mám ráda – Tóny records
- 1994: Já si broukám – Marco Music
- 1996: Když se láskám stýská – BMG Ariola
- 1996: Andromeda – Bonton Music – (reedice stejnojmenného LP)
- 2000: Největší hity – Sony music/Bonton (výběr)
- 2001: Za vše můžu já – Fischer Entertainment
- 2002: Největší hity 2 – Sony music/Bonton (výběr)
- 2003: Věra Špinarová 1: Jednoho dne se vrátíš (Portréty českých hvězd) – Areca Music (výběr)
- 2003: Věra Špinarová 2: Letní ukolébavka (Portréty českých hvězd) – Areca Music (výběr)
- 2004: To nejlepší – Supraphon (výběr)
- 2005: Čas můj za to stál – Supraphon
- 2005: Když se láskám stýská – Sony BMG – (reedice stejnojmenného alba z r. 1996)
- 2011: Jednoho dne se vrátíš – Největší hity 1970–2010 – Supraphon, 3CD (výběr, edícia: Zlatá kolekce)
- 2016: Zóna lásky – Ke zpěvaččině prosincovému půlkulatému životnímu byla vydána nová kompilace!  – Supraphon
- 2017: Čas můj za to stál – Retrospektivní albový komplet dámy s jedinečným hlasem! – Supraphon
- 2020: Jednoho dne se vrátíš – 12 největších hitů, vinyl LP deska – Supraphon
- 2021 Andromeda vyšla na vinylové LP desce /CD Supraphon

### Spolupráce na albech
- 1987: Marie & Spol – Marie Rottrová – Supraphon 1113 4179, LP, A5 – Proč si o něj házet – Marie Rottrová, Věra Špinarová, Heidi, Eva Volná.
- 1994: Do nikam – Rebecca – Marco Music Box MX-0009-2331, CD, 08. Jdem dál – Rebecca a Věra Špinarová.
- 1999: Pár přátel stačí mít – Michal David – Epic 495256 2, CD, 06. Vesměs pár ptákovin – Michal David & Věra Špinarová.
- 2003: Dueta – Vláďa Hron – Universal 981 231 – 6, CD, 04. Ten, kdo nemiloval – Vláďa Hron, Věra Špinarová.
- 2004: Pumkanonem – Fleret – BMG, Czech Republic 82876619012, CD, 13. Blues o zlatém zubu – Fleret, Věra Špinarová [15].
- 2006: Forte – Michael Foret – Ariola 8287671557 2, CD, 06. Pouta – Michael Foret a Věra Špinarová.

### Kompilace
- 1999: Jarek Filgas – Území hříchů – Moravia Music – 13. Loučení (duet s Věrou Špinarovou)
- 2000: Co láska si žádá – Fischer Entertainment, singl (píseň Co láska si žádá zpívá 10 zpěvaček, mezi nimi Radka Fišarová, Denisa Marková, Kateřina Mátlová, Kateřina Nováková, Alice Konečná, Daniela Šinkorová, Věra Špinarová, Markéta Vítková)
- 2001: Co láska si žádá – Fischer Entertainment, CD
- 2003: Naše hity 5 – Supraphon – 10. Den usína mnohem dřív než já
- 2004: Hitparáda 70. léta – Supraphon – 06. Raketou na Mars – CD 1/20. V. Špinarová a Z. Mann – Ten, kdo nemiloval a další – CD 1/6. Fernando – CD 2
- 2005: Mr. Rock & Mr. Roll – Supraphon – 14. Věra Špinarová a Petra Janů – To máme mládež (Let's Have A Party)
- 2005: Všem láskám – Areca Music – 07. Tak málo mě znáš
- 2006: Legendy Českého Popu 70. léta – Universal Music – 08. Valentino
- 2007: Je jaká je – Universal Music – 10. Fernando/13. Já mám ráda boogie
- 2008: Největší písničky O Lásce všech dob – Universal Music (2CD) – 18. Jednoho dne se vrátíš – CD2
- 2016: Zóna lásky
- 2017: Čas můj za to stál

## Věra Špinarová v umění

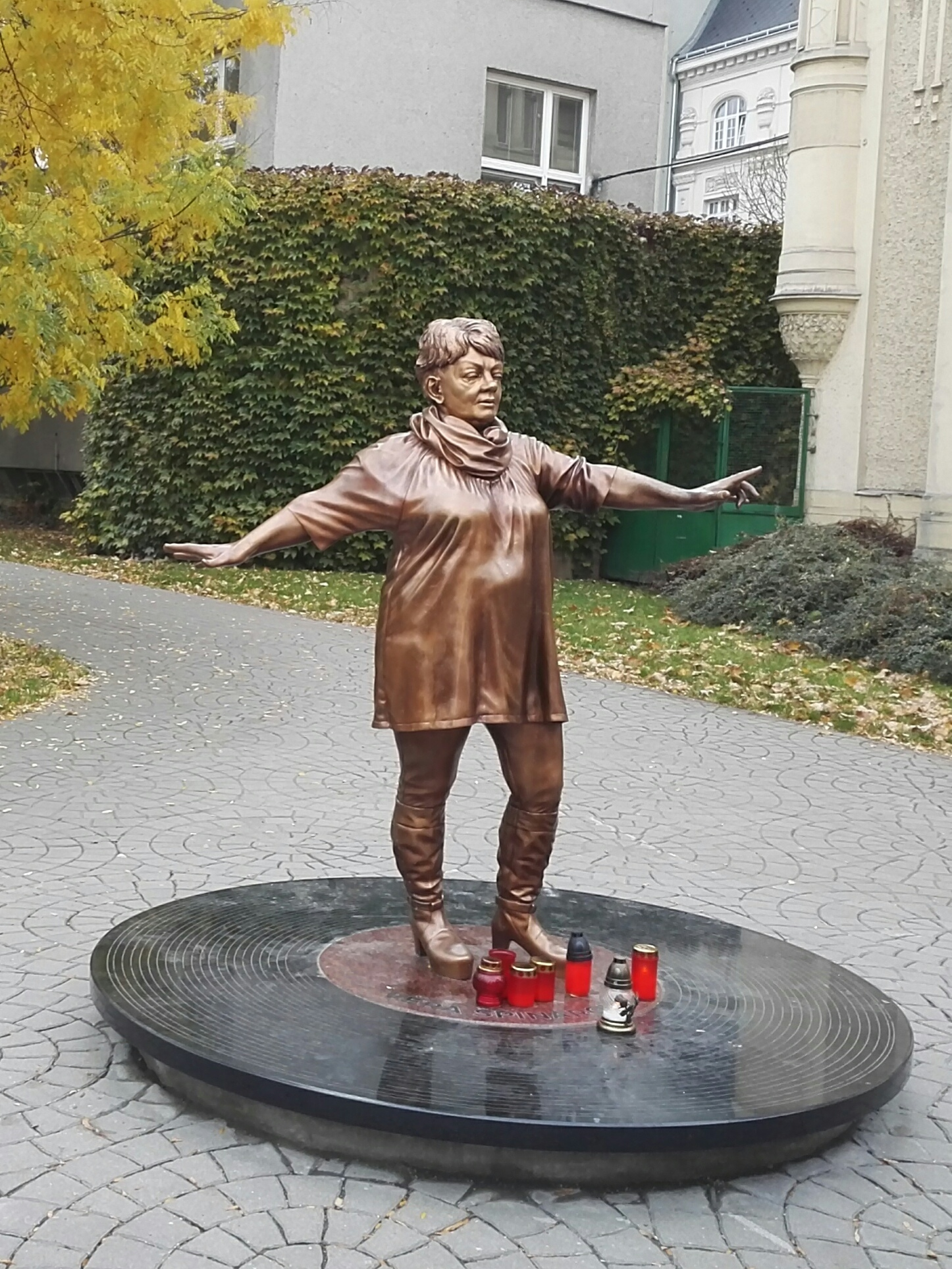
Socha Věry Špinarové v Ostravě

Špinarka. Divadelní hra. Dramatik a režie Tomáš Dianiška, výprava Lenka Odvárková; scénická hudba Matej Štesko; hudební nastudování Jan Gajdica, dramaturgie Anna Smrčková.
Obsazení: Markéta Matulová (Věra), Kateřina Krejčí (mamka), Jakub Burýšek (Luboš), Dušan Urban (sbormistr, ředitel, producent, Ivoš, promotér), Vojtěch Johaník (Ivan Binar, učitel zpěvu, ministr, spoluhráč, opilec, zvukař, barman), Jáchym Kučera (asistent, Richard, muzikant, konferenciér, fanoušek, violista, moderátor, Polda, Víťa, reportér), Julie Goetzová (uvaděčka, fanynka, učitelka, svazačka, manželka, violistka, Jiřina, doktorka, Marta), Lenka Kučerová (fanynka, spolužačka, houslistka), Marie Urbanová Křehlíková (fanynka, spolužačka, členka orchestru), Michal Weber (příslušník VB, kameraman), Filip Kapusta (policista); kapela: klávesy Robert Hejduk, Martin Jarošek – bicí Jan Borák, Benedikt Holčák, Martin Hrček – kytara Martin Bala, Jan Gajdica – baskytara Marek Dufek, Antonín Jančár, Lubomír Konečný.

Premiéra v ostravském Divadle Petra Bezruče plánovaná na 30. 6. 2021 byla kvůli protiepidemickým opatřením odložena na 2. 9. 2021.

Inscenace získala Cenu divadelní kritiky 2021 v kategorii poprvé uvedená česká hra roku. Markéta Matulová získala Cenu divadelní kritiky 2021 v kategoriích ženský herecký výkon roku (za roli Věry) a talent roku 2021, dále získala Cenu Jantar 2021. Inscenace dále získala Cenu magazínu Musical-opereta 2020–2021 v kategorii mimořádný inscenační počin.
Špinarka. Divadelní záznam České televize. 2022. Režie Petra Všelichová, kamera Patrik Hoznauer.
Socha Věry Špinarové v Husově sadu v Ostravě. kontroverzní bronzová plastika sochaře Davida Moješčíka z roku 2018.